# Pertamina
Pertamina é uma companhia petrolífera estatal da Indonésia.

## História
A companhia foi estabelecida em 1957, e fundada como Pertamina em agosto de 1968.